# Paul Due
Paul Due (Kristiansand, 13 augustus 1835 – Kristiania, 26 februari 1919) was een Noors architect, die vooral bekend is door de stations die hij in opdracht van Norges Statsbaner heeft ontworpen. Zijn werk als stationsarchitect werd voortgezet door zijn zoon Paul Armin Due.
Due studeerde voor ingenieur in Hannover aan de Leibnitz Universität. Na zijn studie werkte hij een paar jaar in de Verenigde Staten. Hij keerde in 1865 terug naar Noorwegen. Zijn eerste opdracht in zijn vaderland als architect was het ontwerp van nieuwbouw na een stadsbrand in Drammen. Tussen 1870 en 1891 werkte hij samen met Bernhard Steckmest die net als hij in Hannover had gestudeerd. Zijn voornaamste werk stamt uit de periode daarna toen Due voor de Noorse spoorwegen ging werken. Hij ontwierp in totaal meer dan 2.000 gebouwen voor NSB, waaronder zeer veel stations. Het station van Hamar geldt als een van zijn beste werken.
- Gemeinsame Normdatei: 130363391
- International Standard Name Identifier: 0000 0000 3355 2099
- KulturNav: 24ff6032-ef20-493f-8a6e-d3581876e019
- Library of Congress Control Number: n98089500
- Virtual International Authority File: 45407111
- WorldCat: E39PBJmdxhk3cDtYBVM6JDt7pP